# Archives of Sexual Behavior
Archives of Sexual Behavior — рецензируемый академический журнал по сексологии. Официальное издание Международной академии сексологических исследований .

## История
Журнал был основан в 1971 году Ричардом Грином, который занимал пост его главного редактора до 2001 года. Его сменил Кеннет Дж. Цукер. Журнал издаётся Springer Science+Business Media и является ведущим в своей области. С его редакционным советом и Международной академией сексологических исследований связаны многие ведущие мировые деятели в области гендерных и сексуальных исследований, в том числе Ричард Грин, Кеннет Цукер, Милтон Даймонд, Дж. Майкл Бейли и Кэрол Мартин.

## Категории статей
Типы статей, публикуемых в журнале, включают:
- эмпирические исследования (как количественные, так и качественные)
- теоретические обзоры и очерки
- отчеты о клинических случаях
- письма в редакцию
- книжные обзоры

## Абстрагирование и индексирование
Archives of Sexual Behavior реферируются и индексируются в Biological Abstracts, Current Contents/Social &amp; Behavioral Sciences, EMBASE, Family & Society Studies Worldwide, Health and Safety Science Abstracts, Index Medicus / MEDLINE, Psychological Abstracts, PsycINFO, Referativny Journal, Risk Abstracts, Sage Family Studies Abstracts, Scopus, Sexual and Relations Therapy, Social Sciences Citation Index, Social Science Abstracts, Social Science Abstracts, Studies on Women & Gender Abstracts и Violence and Abuse Abstracts. Согласно Journal Citation Reports, импакт-фактор журнала на 2020 год составляет 4,507.